# Mercedes Carné
Mercedes Carné (* 12. April 1908 in Rio de Janeiro; † 21. September 1988) war eine argentinische Schauspielerin und Tangosängerin spanischer Herkunft.

## Leben und Wirken
Carnés Eltern waren spanische Opernsänger. Als Mitglied der Operncompagnie von Luis Sagi Barba waren sie auf einer Südamerikatournee, als ihre Tochter Mercedes geboren wurde. Sie wuchs in La Plata auf, wo sich ihre Eltern nach Beendigung ihrer Laufbahn bei der Oper niedergelassen hatten, und debütierte dort als Sängerin, begleitet vom Trio Ángel Grecos in der Bar Guaraní. Sie ging dann nach Buenos Aires, wo sie beim Radio París angestellt wurde und am Teatro Nacional in einem Stück als Statistin auftrat. Der Dirigent Salvador Merico hörte sie singen und überzeugte sie, in den von Antonio Lozzi geleiteten Chor einzutreten, wo sie Juan de Dios Filibertos Tango Amigazo sang. 1930 hatte sie eine Rolle in Héctor Bates’ Kurzfilm Canción de cuna, der dreißig Tage lang im Cine Porteño lief. In dem Film Tu cuna fue un conventillo sang sie Filibertos Tango Malevaje.
In Alberto Vaccarezzas Stück Juancito de la Ribera sang sie 1931 Antonio Scatassos El poncho del amor und erhielt daraufhin einen Vertrag beim Label Brunswick Records. Hier nahm sie von 1931 bis 1932 insgesamt 23 Titel mit Carlos Di Sarlis Sextett auf. Am Teatro Smart trat sie in einem Stück mit der Company Enrique Muiños auf und sang mit Begleitung des Orchesters Juan Maglio. Bei der Gründung von Radio Belgrano 1935 war sie die erste weibliche Sängerin, die engagiert wurde.
Ab 1941 wirkte sie in Radiosoaps von Héctor Bates mit, der auch Regie führte und mehrere Titel für sie schrieb. Später wurde sie Mitglied im Ensemble Juan Carlos Chiappes, mit der sie ebenfalls in melodramatischen Serien auftrat. Mit einer eigenen Company führte sie dann kleine Stücke in Rosario und in Buenos Aires auf. 1975 trat sie mit dem Schauspieler Jorge Bellizi bei Radio Porteña auf.